# غوناريزو (فلم)
غوناريزو (بالإنجليزية: Gonarezhou) هو فيلم توعوي زيمبابوي حول مُكافحة الصيد الجائر، صدر سنة 2019 وكتبه وأخرجه سيدني تايفافاش. أُنتج الفيلم بالاشتراك مع هيئة إدارة الحدائق والحياة البرية في زيمبابوي.

## الحبكة
يدور الفيلم حول شاب يدعى زولو يعاني في حياته من سوء الحظ والمصائب المُتعددة، ولذلك ينضم إلى عصابة للصيد الجائر.

## طاقم التمثيل
- تاريرو منانانغاوا في دور الرقيب أوناي.[4]
- تامي مويو في دور سارة.[1]
- تيندايش تشيتيما

## إصدار الفيلم
عُرض الفيلم لأول مرة في دورة سنة 2020 من مهرجان عموم أفريقيا السينمائي.

## الإنتاج
في عام 2017، أعلن سيدني أنه يعمل على فيلم روائي طويل حول موضوع الصيد الجائر وأنه بدأ في تطوير السيناريو منذ 2013. القصة مُستوحاة من حادثة قتل 300 فيل على يد الصيادين باستخدام السيانيد في عام 2013. بدأ التصوير الرئيسي للفيلم في نوفمبر 2018.